# Tisamenus malawak
Tisamenus malawak ist eine Gespenstschrecken-Art, die auf der philippinischen Insel Camiguin heimisch ist.

## Merkmale
Tisamenus malawak ist eine relativ kleine und gedrungene Tisamenus-Art. Das einzige, beschriebene Männchen ist 29 mm lang. Es ähnelt morphologisch Tisamenus alviolanus von Negros und Tisamenus cervicornis von Luzon, lässt sich aber von diesen beiden Arten sowie von allen anderen Tisamenus-Arten durch die sehr breite Grundform unterscheiden. Ihr Mesothorax ist deutlich kürzer als er am hinteren Rand breit ist. Kopf- und Körperstruktur sind kaum entwickelt. Die Pleuralstacheln oberhalb der Coxen am Meso- und Metanotum (meso- und metapleurale Supraoxalen) sind um ca. 45° nach hinten gerichtet.

## Vorkommen
Tisamenus malawak ist die am weitesten südlich vorkommende Tisamenus-Art. Das bisher einzige bekannte Tier stammt laut Sammlungsetikett von der Insel Camiguin nördlich von Mindanao. Genauere Angaben vom Fundort sind nicht übermittelt worden. Nach Angaben von Albert Kang, der das Tier am 20. Januar 2014 gesammelt hatte, stammt es von Mindanao, womit aber auch gemeint sein kann, dass es von der Inselgruppe Mindanao stammt, zu der Camiguin gehört.

## Systematik
Frank H. Hennemann beschrieb die Art 2025 im Rahmen einer taxonomischen Revision der Gattung Tisamenus anhand eines einzelnen Männchens. Dieses ursprünglich aus der in Kiel befindlichen Sammlung von Thies H. Büscher stammende Tier, wurde nach der Beschreibung als Holotypus im Zoologischen Museum (ZMK) der Christian-Albrechts-Universität zu Kiel hinterlegt. Büscher hatte es von Thierry Heitzmann und Albert Kang erhalten. Der von Hennemann gewählte Artname „malawak“  bedeutet in Filipino „breit“ oder „weit“ und bezieht sich auf die bemerkenswert gedrungene Gestalt dieser kleinen Art, bei der der Mesothorax deutlich kürzer ist als die Breite dieses Segments an seinem hinteren Rand.
Sarah Bank et al bezogen in ihre 2021 veröffentlichte, auf Genanalysen basierende Arbeit zu den Verwandtschaftsverhältnissen innerhalb der Heteropterygidae auch 14 Proben von verschiedenen Vertretern der Gattung Tisamenus ein. Unter ihnen auch eine Probe der seinerzeit als Tisamenus sp. 9 (Camiguin), bezeichneten, noch unbeschriebenen Tisamenus malawak. Dafür wurde dem noch in der Sammlung von Büscher befindlichen, späteren Holotypus das linke Mittelbein entfernt, um daraus DNA zu extrahieren. Im Ergebnis zeigte sich, dass Tisamenus malawak die Schwesterart von Tisamenus hystrix ist und gemeinsam mit dieser und Tisamenus clotho, Tisamenus cervicornis und der ebenfalls neubeschriebenen Tisamenus heitzmanni eine gemeinsame Klade innerhalb der Gattung bildet (siehe Kladogramm von Tisamenus).